# 宮原 (市原市)
宮原（みやばら）は、千葉県市原市の五井地区及び三和地区にある大字。郵便番号は290-0264。

## 概要
市原市北西部の五井地区と中央部の三和地区に跨った場所にあり、宮原字老田のみが五井地区で、それ以外の小字は全て三和地区に属している。約76haに加えて約8ha及び約1haの飛び地が存在している。一帯が養老川流域の水田地帯となっているほか、西部には小規模な集落も見られる。

## 地理
北は十五沢、東は権現堂、南は神代及び引田、西は今富と接している。

## 歴史

### 沿革
- 室町時代 - 上杉憲寛が当地に隠棲し、在所を「宮原御所」と称した[7]。
- 江戸時代 - 上総国市原郡の宮原村となる[7]。
- 寛永年間 - 『上総国村高帳』に清水氏の所領として記録される[7]。
- 明治初期 - 『旧高旧領取調帳』に請西藩領として記録される[7]。
- 1873年(明治6年) - 千葉県の所属となる[7]。
- 1889年(明治22年) - 海上村の大字となる[7]。
- 1956年(昭和31年) - 三和町の大字となり、一部は五井町宮原となる[7]。
- 1963年(昭和38年) - 市原市の大字となり、三和町と五井町に分かれていた地域が合併して一つに戻る[7]。

## 世帯数と人口
2022年4月1日現在の世帯数と人口は以下の通りである。
| 町丁字 | 世帯数  | 人口  |
| ------ | ------- | ----- |
| 宮原   | 102世帯 | 194人 |

## 通学区域
市立小学校・市立中学校及び県立高等学校の通学区域は以下の通りである。
| 町丁字 | 番地 | 小学校             | 中学校             | 高等学校 |
| ------ | ---- | ------------------ | ------------------ | -------- |
| 宮原   | 全域 | 市原市立海上小学校 | 市原市立三和中学校 | 第9学区  |

## 施設
- 明照院
- 大国神社